# Bechy (Ukraina)
Bechy (ukr. Бехи) – wieś na Ukrainie, w obwodzie żytomierskim, w rejonie korosteńskim, w hromadzie Korosteń. W 2001 liczyła 553 mieszkańców, spośród których 539 wskazało jako ojczysty język ukraiński, 9 rosyjski, a 5 mołdawski.